# Зубчатая киникса
Зубчатая киникса или черепаха Швейггера (лат. Kinixys erosa) — вид сухопутных черепах, крупнейший в своём роде. Занесён в международную Красную книгу.

## Внешний вид и строение
Длина карапакса до 32,3—35 сантиметров. Оно имеет удлинённую и уплощённую форму. Окрас карапакса коричневый (может иметь чёрный рисунок) с двумя желтоватыми полосками, немного приплющен и выдвинут вперёд. Краевые щитки (11 штук) заострённые. Загривкового щитка обычно нет. Пластрон жёлтого цвета, есть межгорловой щиток. Голова жёлтого цвета, с коричневым рисунком. Хвосты самцов более длинные и с шипом на конце. Их пластрон немного вогнут.
Длина карапакса новорождённых особей — около 4 сантиметров.

## Распространение и места обитания
Населяют Западную Африку от Гамбии на севере до Габона, Демократической Республики Конго и Республики Конго на юге и Уганды на востоке. Живёт во влажных лесах, любит берега болот, речные отмели и низины. Способна плавать и нырять, что необычно для сухопутных черепах. Возможно, зубчатая киникса кормится под водой.

## Питание
В неволе эти животные едят разнообразные растительные и животные корма. Особенно охотно поедают бананы. Из животных кормов употребляют улиток и многоножек. К концу сезона дождей зубчатая киникса остаётся у высохших луж, где поедает головастиков и даже маленьких рыб. В неволе неожиданно на неопределённое время может отказываться от пищи, которую любит, но потом снова начинает ее употреблять.

## Размножение
В условиях террариума самки откладывали по 4 овальных яйца размером 3х4 см. В Западной Африке киниксы откладывают яйца в песке у кромки океана или рек.

## Содержание в неволе
Террариум для зубчатых киникс должен быть тенистым, тёплым (25-30 °C) и с высокой влажностью. В качестве грунта можно использовать мульчу из листьев кипариса или подстилку из листьев. Кювета с водой должна быть низкой и занимать ⅓ часть террариума.